# Aglycyderes tavakiliani
Aglycyderes tavakiliani is een keversoort uit de familie Belidae. De wetenschappelijke naam van de soort is voor het eerst geldig gepubliceerd in 1974 door Menier.